# Microhyla orientalis
Microhyla orientalis es una especie de anfibio anuro de la familia Microhylidae.

## Distribución geográfica
Esta especie es endémica de Bali en Indonesia. Habita a 435 m sobre el nivel del mar.

## Publicación original
- Matsui, Hamidy & Eto, 2013 : Description of a new species of Microhyla from Bali, Indonesia (Amphibia, Anura). Zootaxa, n.º 2670, p. 579-590.[3]